# Villa Spadolini a Montici
(Giovanni Spadolini)
Villa Spadolini si trova a Firenze, in via Pian dei Giullari 131. È stata la storica dimora estiva della famiglia Spadolini.

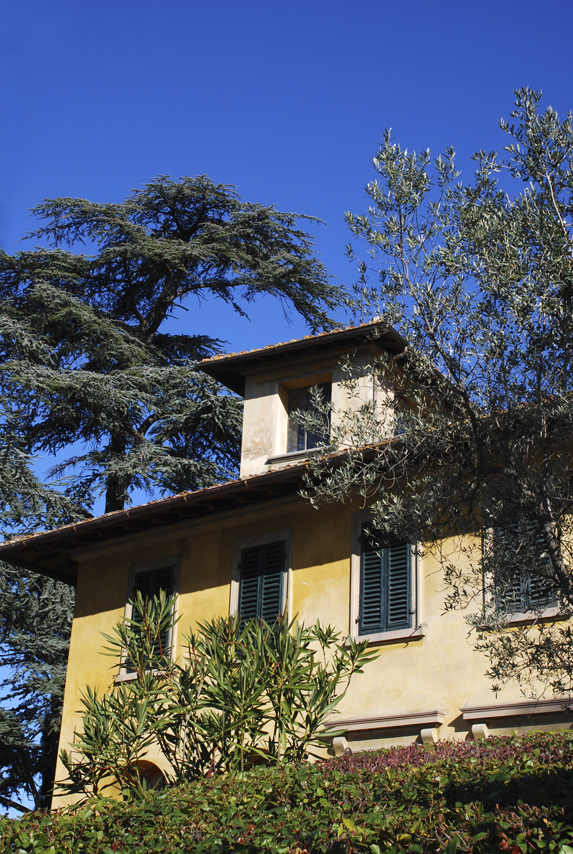
Villa Spadolini

## La storia della villa
Costruita a pochi passi dalla Chiesa di Santa Margherita a Montici fu ristrutturata nell'Ottocento con gusto borghese. Le prime notizie della villa risalgono al 1489 quando Antonio Lanfredini comprò una casa colonica da Iacopo di Giocondo del Giocondo per farne un'abitazione più lussuosa. Nel 1574 la villa fu venduta da Bartolomeo Lanfredini a Rinaldo d'Antonio Baldesi e successivamente finì nelle mani di ser Carlo di ser Prospero Bartoli da Bucine. Nel 1631 l'intero costruito venne ereditato dalle monache di Santa Maria del Latte di Montevarchi e dalla fine dell'Ottocento appartiene alla famiglia Spadolini. In particolare, Luigi Spadolini l'acquistò e ne predispose una larga ristrutturazione. Gli Spadolini, che abitualmente risiedevano in via Cavour 28 a Firenze, utilizzavano l'edificio come residenza di campagna nei mesi estivi. Nel corso degli anni '30 del XX secolo, il fisiologo Igino Spadolini acquistò anche la vicina Villa il Teatro. Numerosi ospiti furono accolti nella Villa, fra cui i fotografi Mario Nunes Vais (che abitava nella vicina Villa Nunes Vais) e Vittorio Alinari.
All'interno del podere della villa fu costruita a metà degli anni '60 la residenza di Giovanni Spadolini che diverrà la sede della Fondazione Nuova Antologia.
La villa, abitata dalla famiglia Spadolini per oltre un secolo, è stata ceduta dalle eredi di Paolo Spadolini alla Fondazione Spadolini Nuova Antologia nel 2024 ed ospiterà la sede di un centro internazionali di studi sui beni culturali.

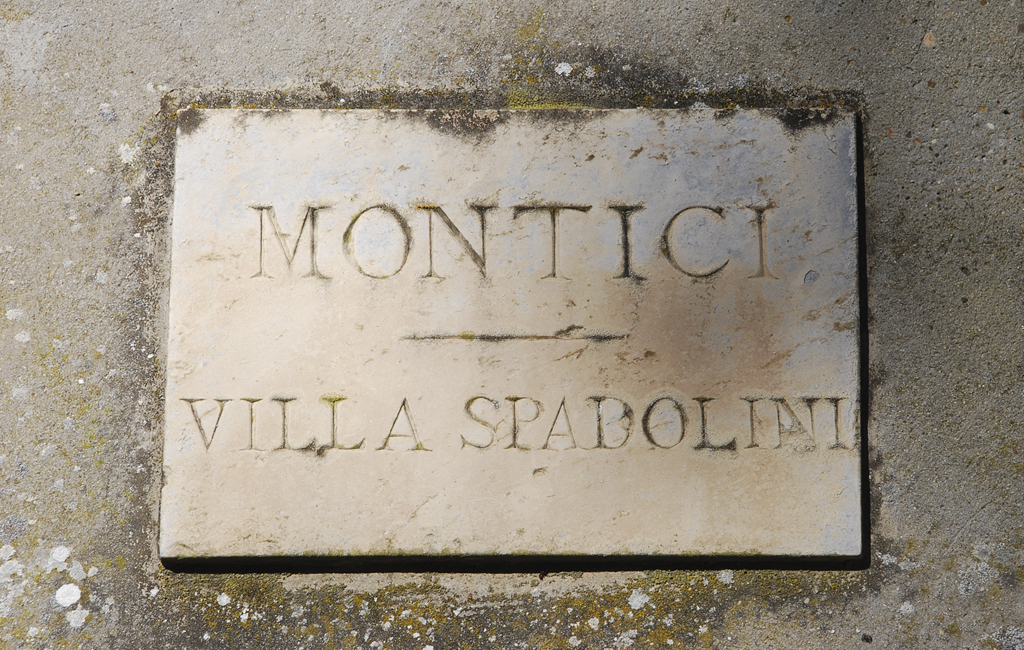

## La villa e l'opera di Guido Spadolini

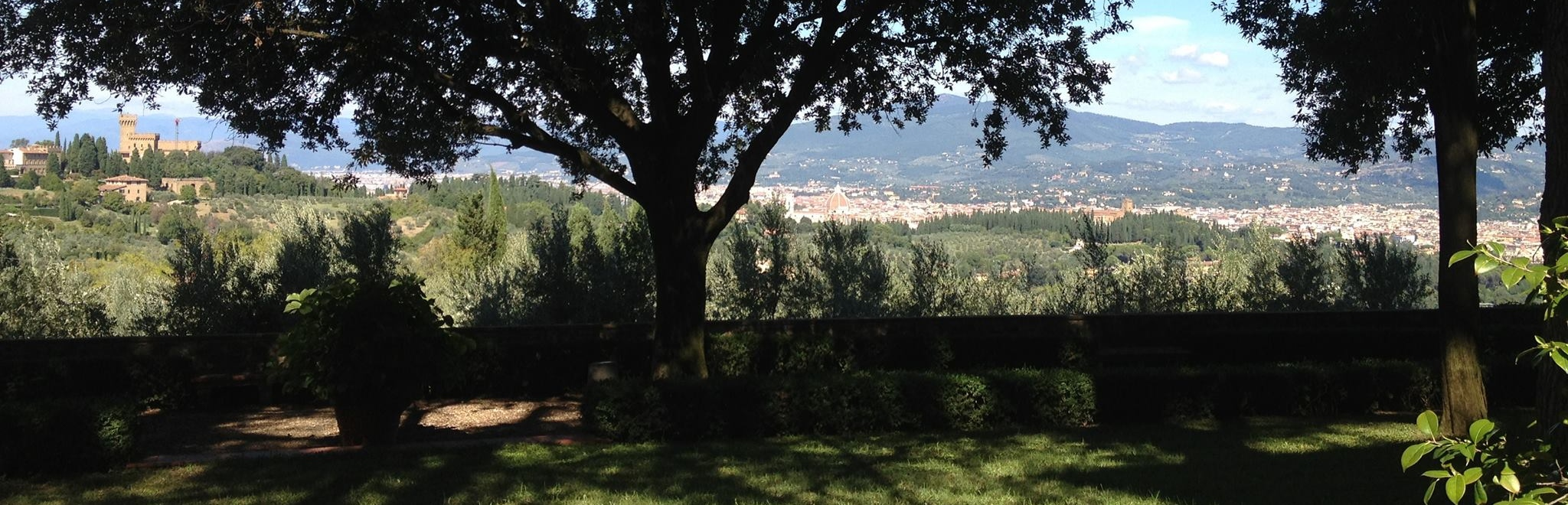
Il giardino della villa oggi.

Il giardino della Villa e l'ampio podere che si estendeva fino a via Pietro Tacca furono i primi luoghi dove Guido Spadolini, figlio di Luigi e padre di Giovanni, Paolo e Pierluigi Spadolini, poté sperimentare la sua pittura, soprattutto nel primo decennio del XX secolo. Grazie alla prolifica attività pittorica di Guido Spadolini è possibile ricostruire sia la vita rurale e contadina che si svolgeva intorno alla villa sia il tessuto urbano di Pian dei Giullari.